# Somerset megye (Pennsylvania)
Somerset megye az Amerikai Egyesült Államokban, azon belül Pennsylvania államban található. Megyeszékhelye és legnagyobb városa Somerset. Lakosainak száma 74 129 fő (2020. április 1.). Somerset megye Cambria, Allegany, Bedford, Fayette, Garrett és Westmoreland megyékkel határos.

## Népesség
A megye népességének változása:
| Lakosok száma | 77 696 | 77 350 | 77 115 | 76 520 | 75 522 | 74 129 |
|               | 2010   | 2011   | 2012   | 2013   | 2015   | 2020   |